# Susanne Fischer (Literaturwissenschaftlerin)
Susanne Fischer (* 18. August 1960 in Hamburg) ist eine deutsche Schriftstellerin, Journalistin und Herausgeberin.

## Leben
Susanne Fischer studierte Germanistik und Politikwissenschaft in Hamburg, schloss mit Magister ab und arbeitete von 1980 bis 1988 als freie Journalistin und freie Hörspiellektorin. Sie publiziert seit 1986 und war seit 1995 Kolumnistin bei der tageszeitung. Weiterhin erschienen zahlreiche Beiträge in Anthologien.
Seit 1989 war sie wissenschaftliche Mitarbeiterin, seit 2001 war sie Geschäftsführerin und seit 2018 ist sie Geschäftsführender Vorstand der Arno Schmidt Stiftung, Bargfeld. Sie hat mehrere Editionen der Stiftung verantwortlich betreut.
Im Mai 2013 wurde sie mit dem Ben-Witter-Preis geehrt als „leidenschaftliche Menschenbeobachterin und Alltagschronistin, die in ihren Geschichten und Kolumnen das Leben in der deutschen Provinz von Uelzen bis Berlin ebenso heiter wie böse beschreibt“, so das Urteil der Jury. Susanne Fischer ist geschäftsführender Vorstand im Deutschen Literaturfonds. Sie ist Mitglied im PEN-Zentrum Deutschland und Gründungsmitglied des PEN Berlin.

## Veröffentlichungen (Auswahl)
- Mit Jochen Schoenicke: Riffe unterm Regenbogen. Tauch- und Segelabenteuer in der Südsee. Droemer Knaur, München 1986.
- Kauft keine Frauen aus Bodenhaltung. Geschichten und wichtige Berichte. Weißer Stein, Greiz 1995, ISBN 978-3-928681-30-8.
- Gefälschte Eltern. Roman. Haffmans, Zürich 1998, ISBN 978-3-251-00402-7.
- Versuch über die Sahnetorte. Nützliche Kolumnen im zeitlosen Design. Edition Tiamat, Berlin 1998, ISBN 978-3-89320-018-4.
- Anderswo. Erzählung. Suhrkamp, Frankfurt am Main 2002, ISBN 978-3-518-39892-0.
- Unter Weibern. Dreizehn Geschichten. Suhrkamp, Frankfurt am Main 2003, ISBN 3-518-39949-7.
- Die Platzanweiserin. Eichborn, Frankfurt am Main 2006, ISBN 3-8218-5755-2.
- Stadt Land Mord. Haffmans bei Zweitausendeins, Frankfurt am Main 2007, ISBN 978-3-86150-572-3. (gemeinsam mit Fanny Müller)
- Der Aufstand der Kinder. S. Fischer Verlag, Frankfurt am Main 2011, ISBN 978-3-596-85424-0.
- Der Aufstand der Kinder. Band 2. S. Fischer Verlag, Frankfurt am Main 2014. ISBN 978-3-596-856640.
- Wolkenkönigin. Rowohlt Verlag, Reinbek 2018. ISBN 978-3499218019.

## Herausgeberschaft
- Arno Schmidt: Leviathan oder die beste der Welten. Faksimile der Handschrift mit zwei Transkriptionen und einem editorischen Nachwort. Haffmans, Zürich 1994, ISBN 3-251-80074-4.
- „Umgängliche Nachbarn erwarten euch“. Zu Arno Schmidts «Die Umsiedler». Arno-Schmidt-Stiftung, Bargfeld 1995, ISBN 3-923460-06-6. (Hefte zur Forschung 3)
- Arno Schmidts Seelandschaft mit Pocahontas. Zettel und andere Materialien. Arno-Schmidt-Stiftung, Bargfeld 2000, ISBN 3-251-80079-5.
- Arno Schmidt: Brüssel. Suhrkamp, Frankfurt am Main 2002, ISBN 3-518-80201-1.
- Alice Schmidt: Tagebuch aus dem Jahr 1954. Suhrkamp, Frankfurt am Main 2004, ISBN 3-518-80220-8.
- Alice Schmidt: Tagebuch aus dem Jahr 1955. Suhrkamp, Frankfurt am Main 2008, ISBN 978-3-518-80230-4.
- Arno Schmidt: Zettel’s Traum Suhrkamp, Berlin 2010, ISBN 978-3-518-80310-3.
- Alice Schmidt: Tagebuch aus dem Jahr 1956. Herausgegeben von Susanne Fischer. Suhrkamp, Frankfurt am Main 2011, ISBN 978-3-518-80330-1. [Mit einem Mitschnitt von Arno Schmidts einziger öffentlicher Lesung am 18. Februar 1956 im Waldschülerheim Schönberg im Taunus auf zwei CDs.]
- Peter Rühmkorf In meinen Kopf passen viele Widersprüche – Über Kollegen. Herausgegeben von Susanne Fischer und Stephan Opitz. Wallstein Verlag, Göttingen 2012, ISBN 978-3-8353-1171-8.
- mit Gerd Hankel, Wolfgang Knöbl (Hg.): Die Gegenwart der Gewalt. Festschrift für Jan Philipp Reemtsma. Zu Klampen, Springe 2022 (2 Bände), ISBN 978-3-866-74839-2.